# تپه قربان عباس‌آباد
تپه قربان عباس‌آباد مربوط به سده‌های اولیه دوران‌های تاریخی پس از اسلام است و در شهرستان زهک، بخش جزینک، دهستان خمک، ۲۰۰ متری جنوب روستای عباس‌آباد پیری واقع شده و این اثر در تاریخ ۲۲ آبان ۱۳۸۶ با شمارهٔ ثبت ۱۹۹۷۱ به‌عنوان یکی از آثار ملی ایران به ثبت رسیده است.